# COVID-19-Pandemie in Samoa
Die COVID-19-Pandemie in Samoa tritt als Teil der weltweiten COVID-19-Pandemie auf, die auf der neuartigen Atemwegserkrankung COVID-19 beruht. Ab dem 11. März 2020 stufte die Weltgesundheitsorganisation (WHO) das Ausbruchsgeschehen des neuartigen Coronavirus als weltweite Pandemie ein. Aus Samoa wurde eine erste Infektion am 19. November 2020 an die Weltgesundheitsorganisation gemeldet. Bis dahin gehörte der Inselstaat zu den 12 Staaten auf der Erde, in denen es keinen COVID-19-Infizierten gab.

## Lage der Inseln

Lage von Samoa

Samoa ist ein Inselstaat in Polynesien, der den westlichen Teil der Samoainseln umfasst. Der Inselstaat liegt im südwestlichen Pazifik nordöstlich von Fidschi. Die größten Inseln sind Savaiʻi mit 1708 Quadratkilometern und Upolu mit 1118 Quadratkilometern, worauf die Hauptstadt Apia liegt, hinzu kommen die bewohnten Inseln Manono, Apolima und sechs weitere Inseln, auf denen sich lediglich kleinere Ferienanlagen befinden.
Das Zentralkrankenhaus und zugleich der Sitz des Gesundheitsministeriums ist das Tupua Tamasese Meaole Hospital bei Motootua in der Nähe der Hauptstadt Apia auf Upolu, das mit einem Netzwerk mit anderen Krankenhäusern auf Samoa verbunden ist. Auf Savaiʻi befindet sich das Tupua Tamasese Meaole Hospital.

## Verlauf

### Erste Maßnahmen
Samoa beschränkte bereits im Februar 2020 seine Einreisebedingungen für Ausländer, dabei kam es dazu, dass acht samoanische Personen, die am 13. Februar wieder einreisen wollten, abgewiesen wurden. Als Grund hierfür wurde angegeben, dass sie auf ihrer Rückreise in einem Land zwischenlandeten, das als „high risk“ eingestuft wurde. Diese Einstufung erfolgte während ihres Flugs.
Nachdem eine Person aus Neuseeland mit einem COVID-19-Verdacht von den Fidschis nach Samoa eingeflogen war, verschärfte die Regierung die Regelungen und untersagte auch von dort alle ausländischen Einreisen. Ferner wurde darauf hingewiesen, dass alle die wegen Geburtstagsfeiern, Hochzeiten, Wiedersehenstreffen, Beerdigungen, Konferenzen und Sportveranstaltungen nach Samoa kommen wollen, diese Reiseplanungen aufgeben sollten. Am 21. März 2020 erklärte die Regierung den nationalen Notstand, der vorerst für 14 Tage gelten sollte. Mit dieser Maßnahme wurde die Grenze für alle einreisende Ausländer geschlossen, außer für Samoaner. Mehr als fünf Personen dürfen sich nicht auf Samoa versammeln, dies gilt auch für die Nutzung öffentlicher Verkehrsmittel und Nachtclubs. Restaurants und Kinos bleiben bis auf Weiteres geschlossen. Straßenhändler haben ihre Tätigkeit einzustellen und Personen, die über 60 Jahre alt sind, dürfen ihre Wohnungen nur aus medizinischen Gründen verlassen.
Reisen auf die Insel Savai'i sind nur an drei Tagen in der Woche erlaubt. Staatlich Angestellten, die öffentliche Dienste verrichten, die nicht lebensnotwendig sind, wird die Arbeitszeit gekürzt. Verstöße gegen die angeordneten Maßnahmen können mit einer Geldstrafe bis 3400 US-Dollar sanktioniert oder mit Haft von bis zu zwei Jahren bestraft werden.
Am 20. April wurde bekannt, dass nahezu 300 Personen von der samoanischen Polizei seit der Verhängung des Ausnahmezustands in Arrest genommen wurden, da sie sich nicht an die Vorgaben gehalten hatten. Gründe hierfür waren etwa, dass die Höchstzahl der Passagiere in Bussen überschritten wurde, Straßenhändler weiterhin ihre Produkte anboten und Geschäfte sich nicht an die vorgegebenen Öffnungszeiten gehalten hatten. Zwei Supermarktbesitzer mussten eine Strafe von 74 US-Dollar bezahlen. Die meisten dieser Vergehen ereigneten sich in Apia und in Savai'i.

### Lockerungen

#### Öffentliches Leben
Am 30. Mai 2020 wurden Lockerungen bekannt gegeben, die ab dem 3. Juni gelten. Verstöße gegen die Regeln sind mit Geldstrafen belegt. Es gibt neue Regeln für den Flug- und Schiffsverkehr, wobei Einreisende Bescheinigungen vorlegen müssen, dass sie nicht mit COVID-19 infiziert sind oder in einer 14-tägigen Quarantäne waren. Erlaubt ist die Teilnahme von fünf Personen an Geburtstagsfeiern, Hochzeiten, Beerdigungen, Konferenzen und Sportveranstaltungen. Kirchgänge sind wieder möglich, allerdings nur an Samstagen und Sonntagen, wenn ein Abstand von zwei Metern zu anderen Personen eingehalten wird. Nachtclubs und Bars können nur von 14:00 bis 20:00 Uhr von Montag bis Samstag geöffnet werden, an Sonntagen nicht. Hotels können nur von Montag bis Samstag von 6:00 bis 20:00 Uhr geöffnet werden, Unterhaltungsveranstaltungen aller Art sind in Hotels untersagt. Theater dürfen zu den normalen Geschäftszeiten geöffnet werden, wenn ein Abstand von zwei Metern eingehalten wird. Restaurants dürfen von 6:00 bis 20:00 Uhr öffnen. Schwimmen am Strand ist erlaubt, außer an Sonntagen. Busse fahren zu den üblichen Verkehrszeiten, außer an Sonntagen. Schiffsfähren zwischen den Inseln verkehren nur an Sonntagen nicht. Für ältere Menschen über 60 gelten besondere Regeln im öffentlichen Transportverkehr.

#### Märkte, Ladengeschäfte
Märkte und Fischmärkte können nur von Montag bis Samstag von 6:00 bis 18:00 Uhr geöffnet werden. Supermärkte öffnen von 6:00 bis 19:00 Uhr und an Sonntagen von 15:00 bis 19:00 Uhr. Kleinere Ladengeschäfte haben zu den normalen Geschäftszeiten geöffnet. Straßenhandel ist bis auf Weiteres verboten. Alkoholverkauf ist lediglich von Montag bis Samstag von 6:00 bis 20:00 Uhr erlaubt. Der Unterricht an Schulen, der bereits seit dem 4. Mai 2020 wieder begonnen hat, bleibt bis auf Weiteres erlaubt.

#### Krankenhausbesuche
Personen mit einem Alter von mehr als 60 Jahren haben sich zuhause aufzuhalten und dürfen sich von dort nur zu medizinischen Behandlungen entfernen. Erkrankte in Krankenhäusern dürfen maximal von zwei Personen besucht werden.

## Statistik

Bestätigte Infizierte in Samoa nach Daten der WHO. Oben kumuliert, unten Tageswerte. Die erste Infektion wurde der WHO am 19. November 2020 gemeldet

Bestätigte Covid-Tote in Samoa nach Daten der WHO. Oben kumuliert, unten Tageswerte.